# Приб, Анна Дмитриевна
Анна Дмитриевна Приб (родилась 27 июля 1992 в Тарту) — российская регбистка, нападающая команды «РГУТИС-Подмосковье» и сборной России по регби-7. Чемпионка Универсиады 2013 года, чемпионка Европы 2013 и 2014 годов.

## Биография
Выступала ранее за команду «Прокопчанка» (Прокопьевск). С 2010 года представляет команду «РГУТИС-Подмосковье» и всю Московскую область на чемпионатах России по регби-7.
В составе сборной России по регби-7 выступала на чемпионате Европы 2009 года (команда заняла 7-е место).
Играла на Универсиаде 2013 года как студентка Российского государственного университета туризма и сервиса (чемпионка), на чемпионатах Европы 2013 и 2014 годов (чемпионка). Регулярно привлекалась к матчам мировой серии регби-7.
Снималась для журнала Men's Health.